# Олеарија де Сантис Спа (Бари)
Олеарија де Сантис Спа (итал. Olearia de Santis Spa) је насеље у Италији у округу Бари, региону Апулија.
Према процени из 2011. у насељу је живело 15 становника. Насеље се налази на надморској висини од 94 м.